# Poljane pri Stični
Poljane pri Stični so naselje v Občini Ivančna Gorica.